# 텍사스 안타
《텍사스 안타》는 2010년 10월 23일에 방영한 KBS 드라마 스페셜이다.

## 줄거리
재훈은 학창시절에 너무 잘나가서 그런 게 아닐까 싶게 현재 되는 일이 하나도 없다. 아내와 아이들과 생이별을 하고 사채 빛에 허덕이는 처지가 되고 말았다. 재훈보다 한참 어린 승현 역시 취직은 안 되고 엄마가 준 돈을 사설 스포츠 토토사이트에 올인했다가 날려 버렸다. 창창할 것만 같았던 그의 청춘은 그가 사는 좁디 좁은 고시원만큼 어두워 보일 뿐이다.
어느 날 고급 아파트로 식료품 배달 갔다가, 거기서 불세출의 스타, 부산 선더즈의 홍기가 내연녀의 아파트에 있다는 사실을 알게 된다. 재훈과 승현은 잠시 갈등하지만 이 특급 정보를 통해 인생 대박을 노린다. 하지만 여기서 당할 홍기가 아니다.

## 등장 인물

### 주요 인물
- 손현주 : 재훈 역
- 유건 : 승현 역
- 김광현 : 김홍기 역

### 그 외 인물
- 이대연 : 병일 역
- 이희준 : 민석 역
- 조덕제 : 찰리 정 역
- 이중열 : 매니저 역
- 김보라 : 역
- 허인범 : 아이 1 역
- 조창근 : 아이 2 역
- 임지현 : 서현 역
- 최희원 : 지원 역
- 노승탁 : 추리닝 역
- 박재웅 : 덩어리 역
- 엄태구 : 직원 1 역
- 송경의 : 중년남자 역
- 우지원 : 우지원 역
- 최광식 : 4번타자 역
- 박경민 : 말라깽이 역
- 김재걸 : 투수 역

### 특별출연
- 전예서 : 여진 역
- 최희 : 아나운서 역
- 권성욱 : 캐스터 역
- 하일성 : 해설위원 역

## 수상
- 2010년 KBS 연기대상 연작·단막극상 - 손현주

## 시청률
- 전국 시청률 : 4.6%[1]